# Goliad (Teksas)
Goliad – miasto w Stanach Zjednoczonych, w stanie Teksas, w hrabstwie Goliad. W 2000 roku liczyło 1 975 mieszkańców.